# مارسلا مار
مارسلا مار (به انگلیسی: Marcela Mar) (زاده ۱۶ مارس ۱۹۷۹) بازیگر کلمبیایی است.
از کارهای معروف او می‌توان به بازی در فیلم چهره پنهان اشاره کرد.